# Epanet
Epanet es un programa para computador para el análisis de sistemas de distribución de agua potable. El programa es de dominio público y es desarrollado por la Agencia de Protección Ambiental de Estados Unidos. El programa es capaz de trabajar con períodos de simulación sobre hidráulica y el comportamiento de la calidad de las aguas dentro de una red presurizada, además de estar diseñada para ser "una herramienta de investigación que mejore nuestro conocimiento del movimiento y destino del agua potable y sus constituyentes en una red de aguas". Si bien fue diseñado para agua potable también puede ser utilizado para el análisis de cualquier fluido no compresible con flujo a presión. La primera versión de EPANET fue lanzada en 1993.
EPANET 2 está también disponible como programa de código libre en C. Este paquete informático es usado por muchas compañías de software, que lo incorporan dentro de sus paquetes propietarios, centrados a menudo en sistemas GIS. El archivo de entrada de Epanet, el ".inp" que representa la conexión de la red y los consumos es usado por muchos programas comerciales y está ampliamente reconocido.

## Descripción
El programa permite realizar análisis hidráulicos de redes de tuberías a partir de las características físicas de las tuberías y dinámicas de los nudos (consumos) para obtener la presión y los caudales en nodos y tuberías respectivamente. Adicionalmente, EPANET permite el análisis de calidad de agua a través del cual es posible determinar el tiempo de viaje del fluido desde la fuentes (depósitos y embalses), hasta los nodos del sistema.
Entre los elementos que puede simular el programa se encuentran fundamentalmente tubos, nodos, depósitos y embalses (referencias de carga constante) y adicionalmente permite utilizar elementos más complejos como bombas y válvulas.

## Versión en español
La versión original del programa fue desarrollada en inglés por la EPA y ha sido traducida al español por varias instituciones. En España y Latinoamérica una de las de mayor difusión es la desarrollada por la Universidad Politécnica de Valencia.